# كارل هاينز شنيلينغر
كارل هينز شنيلينغر (بالألمانية: Karl-Heinz Schnellinger) من مواليد 31 مارس 1939 في ألمانيا، لاعب كرة قدم سابق، وواحد أفضل المدافعين في عقد الستينات، يلقب بـ (فولكس واغن)).
بدأ شنيلينغر مسيرته الكروية في عام 1959 مع نادي كولن، حيث لعب لهم 31 مباراة وسجل فيها 4 أهداف، وفي عام 1963 انتقل إلى نادي مونتوفا، ولعب لهم لموسم واحد، ولعب بعدها لموسم واحد مع روما، وفي عام 1965 انتقل إلى إيه سي ميلان، و قضى هناك تسع مواسم ناجحة لعب فيها 222 مباراة سجل خلالها هدف واحد.
على الصعيد الدولي لعب 3 كؤوس عالم مع المنتخب الألماني، أولها 1958 وآخرها 1970.

## إنجازاته

### الأندية
كول
- الدوري الألماني
  - البطل: 1962-1962

روما
- كأس إيطاليا
  - البطل: 1964

إيه سي ميلان '
- الدوري الإيطالي
  - البطل: 1967-68
- كأس إيطاليا
  - البطل: 1967، 1972، 1973
- كأس الأندية الأوروبية البطلة
  - البطل: 1968-1969
- كأس الإنتركونتيننتال
  - البطل: 1969
- كأس الكؤوس الأوروبية
  - البطل : 1968/1967 ، 1973/1972

## روابط خارجية
- كارل هاينز شنيلينغر على موقع الاتحاد الدولي (مؤرشف)  (الإنجليزية)
- كارل هاينز شنيلينغر على موقع الاتحاد الأوربي (الإنجليزية)
- كارل هاينز شنيلينغر على موقع قاعدة بيانات كرة القدم.إي يو (الإنجليزية)
- كارل هاينز شنيلينغر على موقع بيانات كرة القدم. دي إي (الألمانية)
- كارل هاينز شنيلينغر على موقع ناشيونال فوتبول تيمز (الإنجليزية)
- كارل هاينز شنيلينغر على موقع عالم كرة القدم.نت (الإنجليزية)